# Länstol
En länstol (från tyska lehnen, luta eller stödja sig) är en stol med både rygg- och armstöd. Tidigare användes ordet även om en stol med ryggstöd, vilket kallades för en rygglänstol, medan en stol med både rygg- och armstöd kallades för armlänstol.

## Fåtölj
En fåtölj är en "förnämligare, bekväm länstol". Ursprunget till ordet är ett germanskt ord som beskriver en hopfällbar stol, faldestoel, vilket har utvecklats till franskans fauteuil.

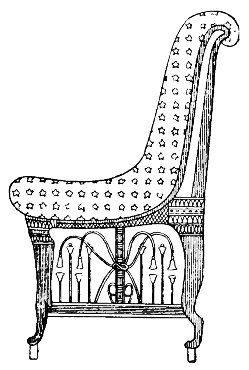
Forntida egyptisk länstol.
Länstol, 1750–1760-tal
Fåtölj av laserad björk, 1675–1700 cirka, Skoklosters slott.
Förgylld fåtölj från 1750-talet, Skoklosters slott.
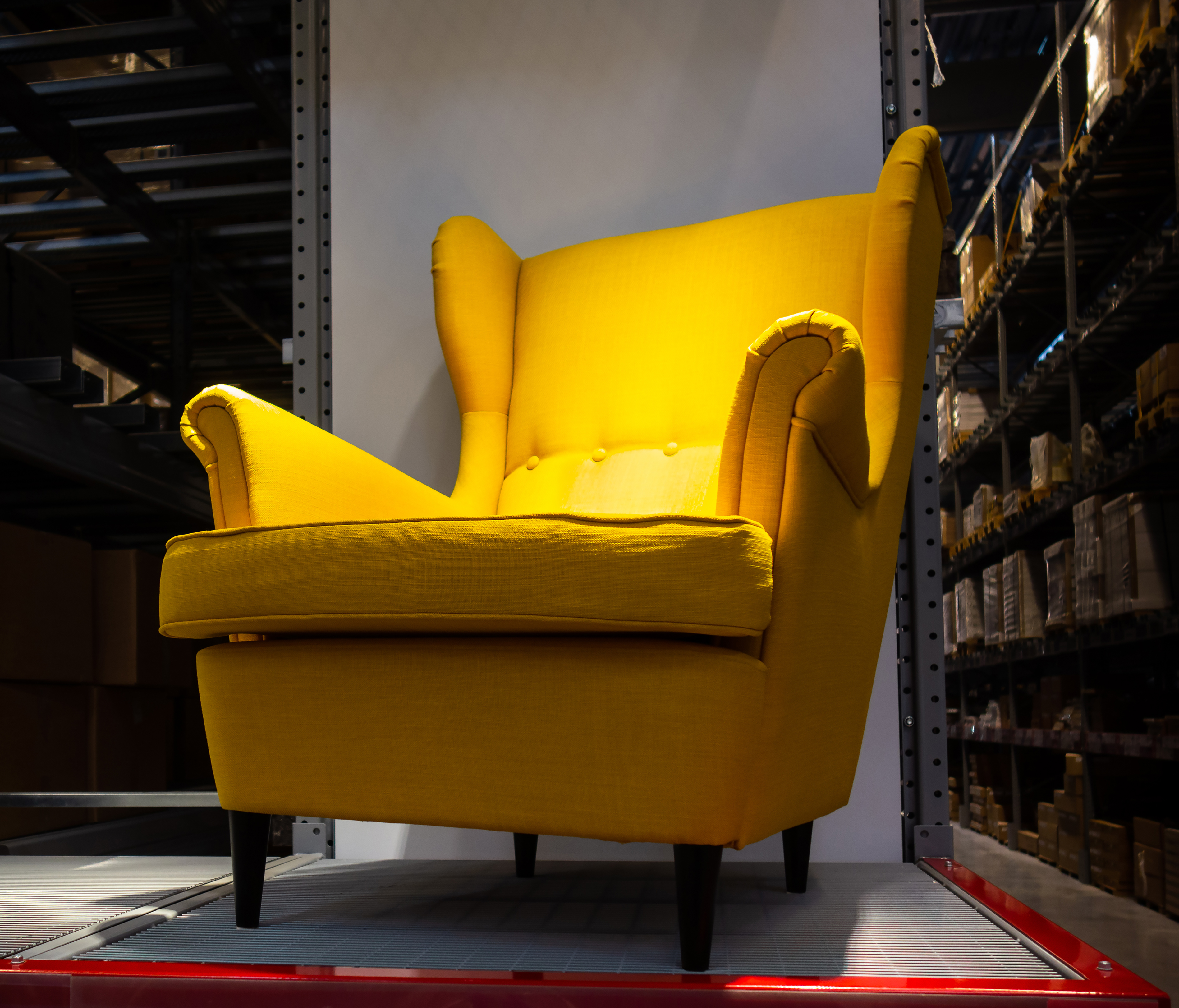
Gul fåtölj på Ikea i Uddevalla 2018.